# Susid
Susid (ponegdje Susjed,  u povijesnim izvorima Sustich Vsopio i Sozzed) je srednjovjekovna utvrda u župi Uskoplje. Nalazi se iznad kanjona Bunte kod Kordića u općini Bugojno. Osnova mu je četverokut. Na najvišoj koti nalazila se kula koja se koristila kao osmatračnica.
Nije poznato kada i tko ju je sagradio. Neke legende Susid povezuju s kraljicom (Katarinom), ali je ipak vjerojatnije da su Susid utemeljili lokalni feudalci. Nekoliko se puta spominje u povijesnim izvorima. Sredinom 15. stoljeća Susid je bio u posjedu hercega Stjepana Vukčića Kosače. Hercegu Stjepanu Susid i druge posjede potvrdili su poveljama aragonsko-napuljski kralj Alfons i rimski car Fridrik III. Već 1468./69. Osmanlije su osnovale nahiju Skopje sa Susidom i trgom Gračanicom. Od 1503. Susid je i definitivno pod osmanlijskom vlašću. U drugoj polovici 16. stoljeća Susid gubi na značaju pa se tako početkom 17. stoljeća navodi kao napuštena utvrda. Za turske uprave Susid je ponekad imao posadu od pet vojnika na čelu s dizdarom. Utvrda je napuštena prije 1833. godine.
Prilikom arheoloških ispitivanja iz 1983. godine pronađena je keramika te jedna starohrvatska naušnica.